# 立汐唯五郎
立汐 唯五郎（たてしお ただごろう、1903年4月11日 - 1935年4月28日）は、青森県西津軽郡木造町（現在のつがる市）出身で振分部屋に所属した元大相撲力士。本名は藤本 唯五郎（旧姓長谷川）。最高位は西十両5枚目。兄は幕内力士の立汐祐治郎。

## 来歴
浪ノ音の振分部屋に入門。1918年5月場所で「鷹城山」の四股名で初土俵を踏む。1920年1月場所「鷹ヶ汐」に改名。1924年5月場所から兄の四股名の「立汐」を名乗った。1927年5月場所新十両。10月場所では幕下のままのため、東京場所と地方場所では番付の地位が異なるという珍現象を起こした。十両で勝ち越すことはなく、1930年3月場所限り廃業した。十両在位は4場所に終わり、兄に続く入幕は果たせなかった。
廃業後は愛知県瀬戸市の鰻屋に婿に入り、同地で相撲を指導したが、1935年に32歳で死去した。

## 成績
- 通算在位：30場所
- 十両在位：4場所
- 十両成績：11勝26敗2休
- 他幕下の勝敗等の数として少なくとも24勝29敗2預の記録が確認できる。

### 場所別成績
| 1918年 （大正7年） | x                    | x               | （前相撲）                  | x                |
| 1919年 （大正8年） | （前相撲）           | x               | 東序ノ口25枚目 –            | x                |
| 1920年 （大正9年） | 東序二段66枚目 –     | x               | 西序二段10枚目 –            | x                |
| 1921年 （大正10年） | 西三段目41枚目 –     | x               | 西三段目57枚目 –            | x                |
| 1922年 （大正11年） | 東三段目15枚目 –     | x               | 東幕下30枚目 –              | x                |
| 1923年 （大正12年） | 西三段目13枚目 –     | x               | 東幕下39枚目 –              | x                |
| 1924年 （大正13年） | 東幕下14枚目 3–2     | x               | 東幕下6枚目 3–2 1預         | x                |
| 1925年 （大正14年） | 東幕下2枚目 0–5 1預  | x               | 西幕下16枚目 0–1 (対十両戦) | x                |
| 1926年 （大正15年） | 東幕下17枚目 –       | x               | 西幕下22枚目 –              | x                |
| 1927年 （昭和2年） | 東幕下2枚目 5–1      | 東幕下2枚目 3–4 | 西十両5枚目 2–4             | 西幕下6枚目 3–3  |
| 1928年 （昭和3年） | 東十両8枚目 5–6      | 東幕下5枚目 3–3 | 西十両10枚目 0–9–2          | 西十両10枚目 4–7 |
| 1929年 （昭和4年） | 東幕下7枚目 3–3      | 東幕下7枚目 1–5 | 東幕下18枚目 –              | 東幕下18枚目 –   |
| 1930年 （昭和5年） | 西三段目5枚目 引退 – | x               | x                           | x                |
| 各欄の数字は、「勝ち-負け-休場」を示す。 優勝 引退 休場 十両 幕下 三賞：敢=敢闘賞、殊=殊勲賞、技=技能賞 その他：★=金星 番付階級：幕内 - 十両 - 幕下 - 三段目 - 序二段 - 序ノ口 幕内序列：横綱 - 大関 - 関脇 - 小結 - 前頭（「#数字」は各位内の序列） |                      |                 |                             |                  |

- 幕下以下の地位は小島貞二コレクションの番付実物画像による。

## 改名歴
- 鷹城山 唯五郎 - 1918年5月場所 - 1919年5月場所
- 鷹ヶ汐 唯五郎 - 1920年1月場所 - 1924年1月場所
- 立汐 唯五郎 - 1924年5月場所 - 1930年3月場所